# The Big Sick
The Big Sick is een Amerikaanse romantische komedie uit 2017 die geregisseerd werd door Michael Showalter. De film is een semi-autobiografisch verhaal over de relatie van komiek Kumail Nanjiani en diens echtgenote Emily V. Gordon. Nanjiani speelt zichzelf in de film, zijn echtgenote wordt vertolkt door actrice Zoe Kazan.

## Verhaal
Kumail is in Chicago werkzaam als komiek en Uber-chauffeur. Tijdens een van zijn optredens leert hij de studente Emily kennen. De twee besluiten samen naar huis te gaan en worden na verloop van tijd verliefd op elkaar.
De traditionele moslimfamilie van Kumail probeert hem door middel van georkestreerde familie-etentjes te koppelen aan een geschikte Pakistaanse vrouw. Daardoor durft Kumail zijn Amerikaanse vriendin niet voor te stellen aan zijn ouders, tot grote ergernis van Emily. Het leidt (voorlopig) tot het einde van hun relatie.
Wanneer Emily vervolgens getroffen wordt door een mysterieuze ziekte komt Kumail voor het eerst in contact met haar ouders, Beth en Terry, die hem in eerste instantie wantrouwen. Tijdens enkele intense en ongemakkelijke weken waarin hij Beth en Terry beter leert kennen, komt Kumail steeds meer tot het besef dat hij gevangen zit tussen zijn Amerikaanse identiteit en de toekomst die zijn Pakistaanse familie voor hem heeft uitgestippeld.

## Rolverdeling
| Acteur           | Personage         |
| ---------------- | ----------------- |
| Kumail Nanjiani  | Kumail            |
| Zoe Kazan        | Emily             |
| Holly Hunter     | Beth              |
| Ray Romano       | Terry             |
| Anupam Kher      | Azmat             |
| Zenobia Shroff   | Sharmeen          |
| Adeel Akhtar     | Naveed            |
| David Alan Grier | Andy Dodd         |
| Bo Burnham       | CJ                |
| Aidy Bryant      | Mary              |
| Kurt Braunohler  | Chris             |
| Matty Cardarople | Fast Food Cashier |
| Zach Cherry      | feestganger       |

## Productie
Het scenario werd geschreven door komiek Kumail Nanjiani en diens echtgenote Emily V. Gordon. De twee baseerden het komisch script op hun eigen relatie. In december 2015 raakte bekend dat het scenario zou verfilmd worden met Nanjiani in de hoofdrol en Judd Apatow en Barry Mendel als producenten. In februari 2016 werd actrice Zoe Kazan gecast als Emily. Twee maanden later werden ook Holly Hunter en Ray Romano aan de cast toegevoegd.
De opnames gingen op 11 mei 2016 van start. Op 20 januari ging The Big Sick in première op het Sundance Film Festival.